# منصور معظمی
منصور معظمی (زادهٔ ۱۳۳۵ خورشیدی، گلپایگان) معاون وزیر صنعت معدن و تجارت و مدیرعامل سازمان گسترش و نوسازی صنایع ایران است، وی سابق بر این از مدیرانِ ارشدِ وزارت نفت و هم چنین سفیر ایران در برزیل، استاد دانشگاه و معاون بازرگانی و اموربین المل وزارت نفت بوده‌است.

## سوابق و مسئولیت‌ها
- مدیر نفت و گاز سازمان برنامه و بودجه – ۱۳۶۵ – ۱۳۴۴
- مدیرعامل و رئیس هیئت مدیره شرکت ملی گاز مایع ایران – ۱۳۶۸–۱۳۶۵
- مدیرعامل و رئیس هیئت مدیره شرکت پتروشیمی خارک – ۱۳۷۱–۱۳۶۸
- - مدیر برنامه‌ریزی و توسعه و عضو هیئت مدیره شرکت ملی صنایع پتروشیمی – ۱۳۷۷–۱۳۷۱(همزمان به‌طور متناوب عضو هیئت مدیره شرکتهای پتروشیمی، اراک، خراسان، تبریز، پژوهش

و فناوری – سرمایه‌گذاری پتروشیمی – آبادان – کربن- راهبران پتروشیمی)
- مدیرعامل و رئیس هیئت مدیره شرکت بازرگانی پتروشیمی – ۱۳۷۹–۱۳۷۷ (همزمان عضو هیئت مدیره شرکت ملی صنایع پتروشیمی)
- سفیر جمهوری اسلامی ایران در کشور برزیل آکردیته کشور بولیوی-۱۳۸۳–۱۳۷۹ (۴۷ ماه)
- مدیر اداری و آموزش شرکت ملی صنایع پتروشیمی -۲/۲/۱۳۸۳ تا ۱۲/۱۰/۸۴
- معاون توسعه منابع انسانی و پژوهش وزارت نفت از ۱۳/۱۰/۱۳۸۴ تا ۸/۲/۱۳۸۷
- مدیرعامل شرکت سرمایه‌گذاری پتروشیمی از ۹/۲/۱۳۸۷ تا ۹/۲/۱۳۸۸
- مشاور وزیر نفت: به مدت یکسال
- سرپرست معاونت امور بین‌الملل و بازرگانی وزارت نفت از ۲۶/۵/۱۳۹۲تا ۲۰/۷/۱۳۹۲
- معاون برنامه‌ریزی و نظارت بر منابع هیدروکربوری وزارت نفت از ۲۰/۷/۱۳۹۲ تا ۳/۸/۱۳۹۴
- رئیس هیئت عامل سازمان گسترش و نوسازی صنایع ایران
- عضو هیئت علمی پژوهشگاه صنعت نفت تاکنون

استاد دانشگاه امیر کبیر

## سوابق تحصیلی
- دیپلم ریاضی از دبیرستان ادب، اصفهان در ۱۳۵۳ خورشیدی[نیازمند منبع]
- فوق دیپلم راه و ساختمان از انستیتو تکنولوژی اصفهان در ۱۳۵۵خورشیدی[نیازمند منبع]
- لیسانس شیمی از دانشگاه اصفهان در ۱۳۵۳ تا ۱۳۵۸ خورشیدی[نیازمند منبع]
- فوق لیسانس مدیریت دولتی از مؤسسه آموزش عالی برنامه‌ریزی و مدیریت، ۱۳۶۸ خورشیدی[نیازمند منبع]
- طی دوره دکترای مدیریت استراتژیک، دانشگاه عالی دفاع ملی، ۱۳۷۵–۱۳۷۰ خورشیدی[نیازمند منبع]
- فوق لیسانس مهندسی صنایع، دانشگاه صنعتی امیرکبیر، ۱۳۷۸–۱۳۷۵ خورشیدی[۱]
- دکتری مدیریت بازرگانی (گرایش بازاریابی)، دانشگاه شهید بهشتی[۲]